# St. Ulrich (Pulling)

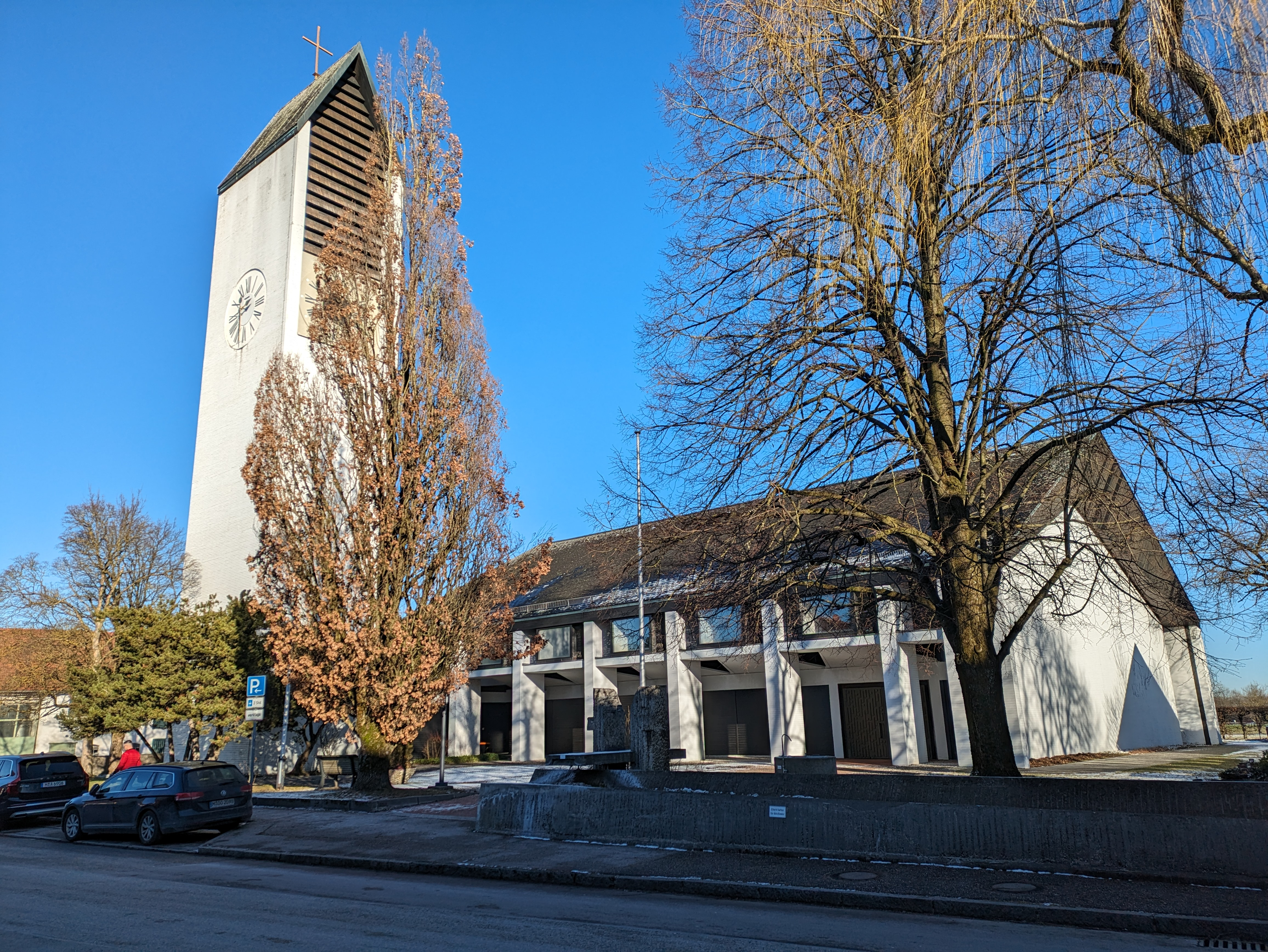
Kirche St. Ulrich

Die katholische Pfarrkirche St. Ulrich ist ein Kirchenbau in Pulling, einem Ortsteil der Stadt Freising in Oberbayern.
Aus der vormaligen Expositur der Pfarrei St. Georg in Freising entstand 1966 die Pfarrei St. Ulrich in Pulling. Am 11. Juli 1965 wurde die Pullinger Kirche eingeweiht und im Herbst 1992 mit einer Orgel ausgestattet. Im November 2014 erfolgte die Gründung des Pfarrverbands St. Korbinian zusammen mit den Stadtpfarreien St. Jakob und St. Georg (Freising), zu dem auch noch die Pfarrei St. Jakob (Vötting) sowie die Filialen St. Ulrich (Hohenbachern) und St. Peter und Paul (Achering) gehören.